# أورورا باتيستا
أورورا باتيستا (بالإسبانية: Aurora Bautista)‏ هي ممثلة إسبانية، ولدت في 15 أكتوبر 1925 في إسبانيا، وتوفيت في 27 أغسطس 2012 بمدريد في إسبانيا.

## وصلات خارجية
- أورورا باتيستا على موقع IMDb (الإنجليزية)
- أورورا باتيستا على موقع ألو سيني (الفرنسية)
- أورورا باتيستا على موقع أول موفي (الإنجليزية)
- أورورا باتيستا على موقع قاعدة بيانات الفيلم (الإنجليزية)
- أورورا باتيستا على موقع كينوبويسك (الروسية)